# Savigny-sous-Faye
Savigny-sous-Faye är en kommun i departementet Vienne i regionen Nouvelle-Aquitaine i västra Frankrike. Kommunen ligger i kantonen Lencloître som tillhör arrondissementet Châtellerault. År 2022 hade Savigny-sous-Faye 377 invånare.

## Befolkningsutveckling
Antalet invånare i kommunen Savigny-sous-Faye
| Referens: INSEE |